# نبرد کلومبانگارا
نبرد کلومبانگارا (انگلیسی: Battle of Kolombangara) یکی از نبردهای جنگ اقیانوس آرام بود.